# Michael Cammalleri
Michael Cammalleri (Richmond Hill, 8 giugno 1982) è un ex hockeista su ghiaccio canadese, professionista nella National Hockey League.

## Carriera

### Dilettante
Ha giocato la maggior parte della sua carriera da dilettante con i Toronto Red Wings. Dopo un breve periodo nella Ontario Provincial Junior 'A', giocò per i Michigan Wolverines per tre stagioni.

### Professionista
Cammalleri venne selezionato dai Los Angeles Kings nel secondo turno (49º assoluto) dei 2001 NHL draft. Cammalleri debuttò nella NHL nella partita dell'8 novembre 2002 contro gli Ottawa Senators conquistando il suo primo punto con un assist, mentre il suo primo gol lo segnò alla sua quinta partita, il 16 novembre 2002, contro gli Edmonton Oilers, in una partita vinta dai Kings per 4-1.

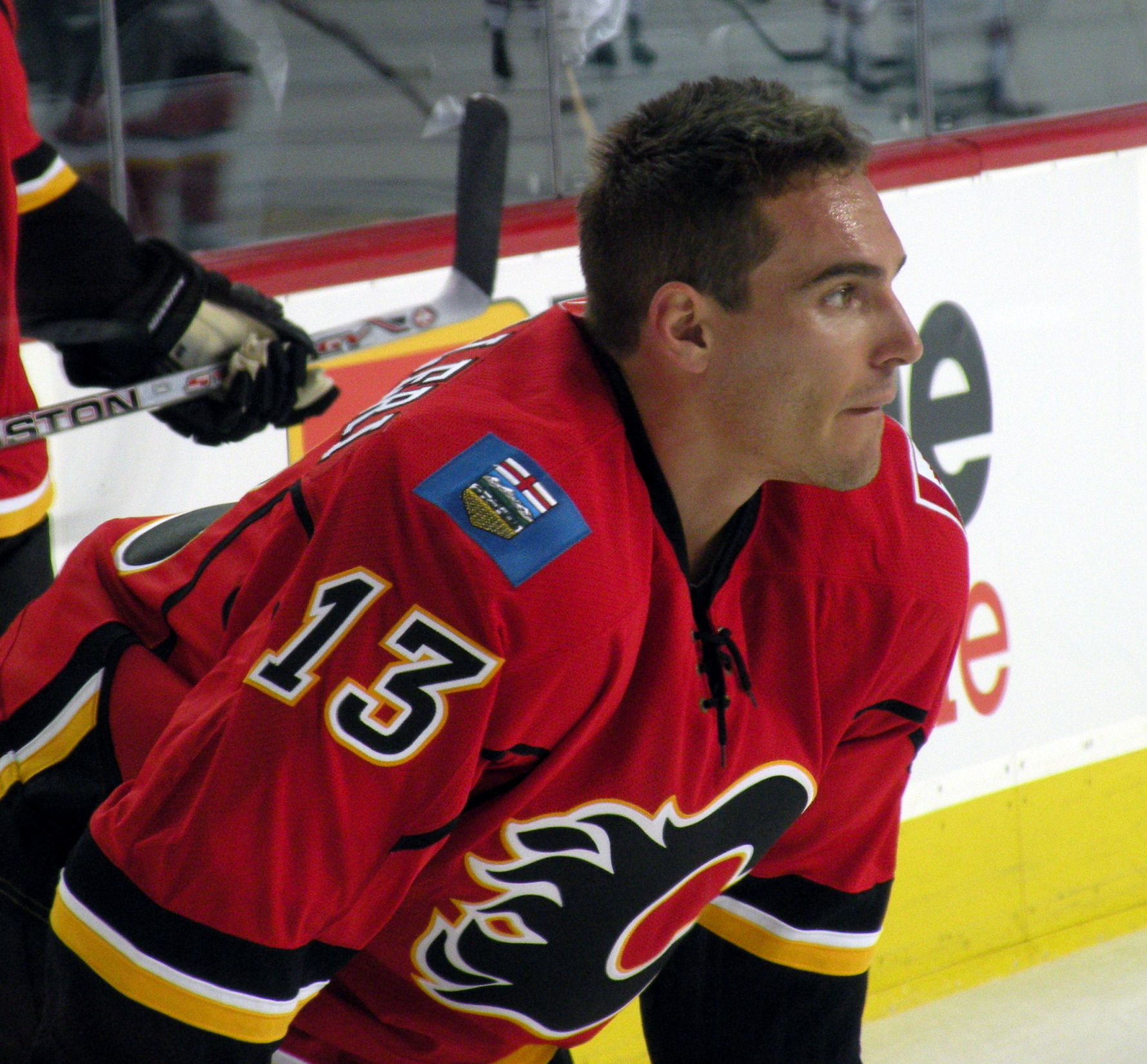
Cammalleri con la maglia dei Flames

Nella stagione 2004-05 della AHL, Cammalleri vinse il Willie Marshall Award come miglior realizzatore della AHL, segnandone 46 giocando con i Manchester Monarchs.
Fece parte della squadra canadese che partecipò al campionato mondiale 2007 della International Ice Hockey Federation vincendo l'oro contro la Finlandia a Mosca per 4-2. All'inizio della stagione 2007-08 è stato nominato come capitano alternativo dei Kings.
Il 20 giugno 2008, Cammalleri venne ceduto ai Calgary Flames, in una serie di scambi in cui erano coinvolti anche gli Anaheim Ducks. Dopo un solo anno, in cui fu primatista dei Flames in fatto di gol (39), fu ceduto ai Montreal Canadiens. Terminò la prima stagione in maglia rosso-blu con 50 punti in 65 gare, nonostante un infortunio al ginocchio. Nei playoff, condusse la squadra sino alla finale di Conference, persa con i Philadelphia Flyers, con 13 gol.
Il 12 gennaio 2012, Cammalleri fece ritorno ai Calgary Flames, venendo curiosamente ceduto durante una partita tra i Canadiens e i Boston Bruins: Cammalleri dovette lasciare il campo a gara in corso. Il 13 febbraio mise a referto il suo 200º gol in carriera, attraverso una tripletta contro i Dallas Stars. Il 4 aprile 2014, con un gol nella vittoria per 2-1 sui Florida Panthers, raggiunse i 500 punti in carriera.
Il 1º luglio 2014, rimasto svincolato, Cammalleri firmò con i New Jersey Devils.

## Statistiche
| 1999–00    | Michigan    | CCHA       | 39  | 13 | 13  | 26  | 32  | -- | -- | -- | -- | -- |
| 2000–01    | Michigan    | CCHA       | 42  | 29 | 32  | 61  | 24  | -- | -- | -- | -- | -- |
| 2001–02    | Michigan    | CCHA       | 29  | 23 | 21  | 44  | 28  | -- | -- | -- | -- | -- |
| 2002–03    | Los Angeles | NHL        | 28  | 5  | 3   | 8   | 22  | -- | -- | -- | -- | -- |
|            | Manchester  | AHL        | 13  | 5  | 15  | 20  | 12  | -- | -- | -- | -- | -- |
| 2003–04    | Los Angeles | NHL        | 31  | 9  | 6   | 15  | 20  | -- | -- | -- | -- | -- |
|            | Manchester  | AHL        | 41  | 20 | 19  | 39  | 28  | 1  | 0  | 1  | 1  | 0  |
| 2004–05    | Manchester  | AHL        | 79  | 46 | 63  | 109 | 60  | 6  | 1  | 5  | 6  | 0  |
| 2005–06    | Los Angeles | NHL        | 80  | 26 | 29  | 55  | 50  | -- | -- | -- | -- | -- |
| 2006–07    | Los Angeles | NHL        | 81  | 34 | 46  | 80  | 48  | -- | -- | -- | -- | -- |
| 2007-08    | Los Angeles | NHL        | 63  | 19 | 28  | 47  | 30  | -- | -- | -- | -- | -- |
| Totali NHL | Totali NHL  | Totali NHL | 283 | 93 | 112 | 205 | 170 | -- | -- | -- | -- | -- |

## Competizioni internazionali
- Medaglia di bronzo al campionato mondiale under 20 del 2001
- Medaglia d'argento al campionato mondiale under 20 del 2002 (nominato anche come miglior attaccante del torneo)

| Anno | Squadra | Evento | GP | G | A | Pts | PIM |
| ---- | ------- | ------ | -- | - | - | --- | --- |
| 2001 | Canada  | U20    | 7  | 4 | 2 | 6   | 6   |
| 2002 | Canada  | U20    | 7  | 7 | 4 | 11  | 10  |
| 2006 | Canada  | WHC    |    |   |   |     |     |
| 2007 | Canada  | WHC    |    |   |   |     |     |